# Ippolito Amicarelli
Ippolito Amicarelli (né le 10 août 1823 à Agnone et mort le 24 février 1889  à Naples) est un homme politique et un homme d'église italien.

## Biographie
Ippolito Amicarelli a été député du royaume d'Italie durant la VIIIe législature.